# Henri Bard
Pour les articles homonymes, voir Bard.
Henri Bard (né le 29 avril 1892 à Lyon - mort le 26 janvier 1951 à Paris) est un joueur international français de football, mais également architecte.

## Biographie

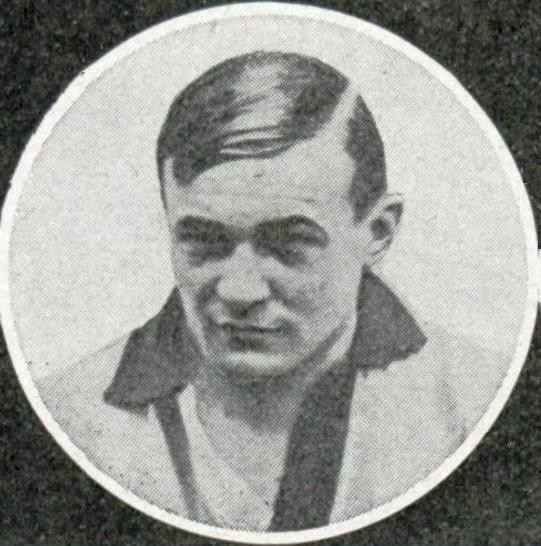
Le jeune Henri Bard en 1913.

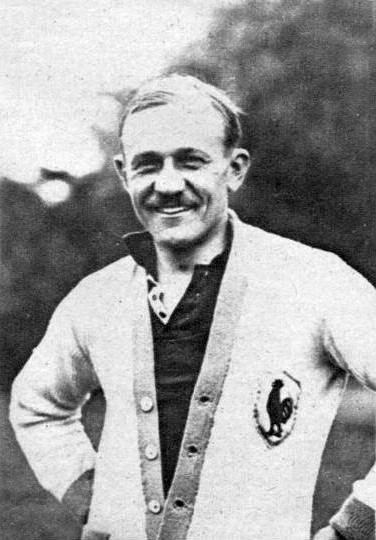
Henri Bard capitaine de l'équipe de France demi-finaliste des JO en août 1920.

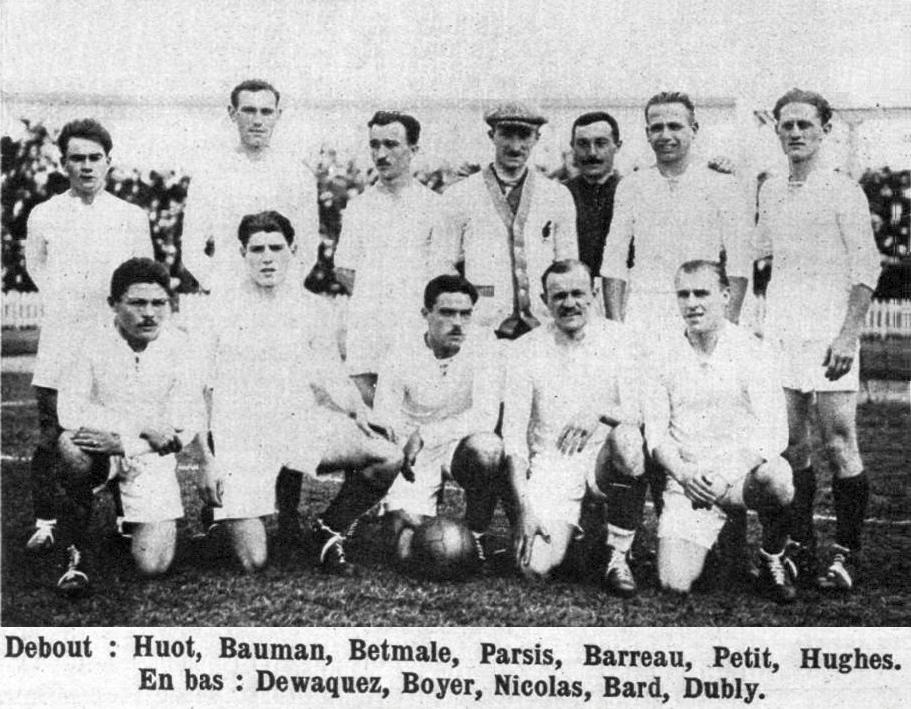
L'équipe de France demi-finaliste des JO de 1920.

Surnommé « Bébé Cadum » en raison de son visage poupin, Henri Bard s'installe avant-guerre avec ses parents en Suisse et fait ses premiers pas dans le football avec le Servette de Genève. À partir de 1911, le demi-gauche joue dans la capitale française pour le Racing Club de France. Le club ne remporte aucun titre, mais est l'une des équipes parisiennes populaires dans les années 1910, et l'attaquant techniquement adroit attire l'attention très tôt. En février 1913, à l'âge de 20 ans, il est appelé pour la première fois en équipe nationale. La Première Guerre mondiale freine sa carrière sportive, mais Bard joue quelques rencontres avec les « banquiers » du CASG Paris.
Au printemps 1918, Bard atteint avec le FC Lyon la finale de la toute première compétition de coupe nationale, la Coupe Charles Simon, perdue face à l'Olympique. Ensuite, il poursuit sa carrière à Paris, désormais au sein du Cercle Athlétique, est à nouveau sélectionné en équipe nationale et remporte son seul titre majeur. Lors de la victoire du CA Paris contre Le Havre AC (2-1) en Coupe de France de football 1919-1920, Henri Bard est capitaine du CAP et marque les deux buts décisifs.
Concernant sa carrière internationale, Henri Bard affiche 18 sélections (8 en tant que joueur du Racing, 10 au CAP) en équipe de France de football entre février 1913 et octobre 1923 pour 6 buts. Il est 5 fois capitaine. Il s'est écoulé un peu plus de cinq ans entre son troisième et son quatrième match international, en raison du conflit mondial.
Deux de ces rencontres sont non seulement parmi les moments forts de sa carrière, mais sont toujours considérées comme les premières étapes de l'histoire du football français. Lors du tournoi de football des Jeux olympiques d'été de 1920 à Anvers, les Bleus remportent leur première victoire sur l'Italie en compétition officielle en quart de finale ; Henri Bard inscrit l'un des trois buts français. L'autre fait marquant est la première victoire contre les Anglais le 5 mai 1921, le jour du centième anniversaire de la mort de Napoléon.
Son entente avec Jules Dewaquez, Paul Nicolas et Raymond Dubly forme le socle de l'attaque française pendant cinq ans et l'une des meilleurs animations offensives européennes de l'entre-deux-guerres.
Henri Bard est non seulement un sportif mais également un architecte et se voit primé lors d'une exposition universelle. Il est diplômé par le gouvernement français en 1920. Il est le beau-frère de Henry Jenkins, ingénieur attaché à la Banque de Paris et des Pays-Bas.
Il collabore notamment avec les architectes Julien Flegenheimer et F. Garella pour construire deux bâtiments d'archives pour la Banque de Paris et des Pays-Bas entre 1929 et 1930 à la rue Laugier à Paris.
Il construit également avec ses deux acolytes en 1933 le monumental Palais des Thermes dans le domaine royal d'Ostende en Belgique. On lui doit aussi, en 1948, la construction du lotissement concerté pour l'Association syndicale de reconstruction de l'Ouest du Val-d'Athis à Athis-Mons.
Il meurt le 26 janvier 1951 en son domicile dans le 7e arrondissement de Paris. Son corps est transporté au cimetière du Père-Lachaise avant une inhumation définitive à Genève .

## Carrière
- 1907-1911 : Servette FC,  Suisse
- 1911-1916 : Racing Club de France,  France
- 1916-1917 : CASG Paris,  France
- 1917-1918 : Football Club de Lyon,  France
- 1918-1922 : CA Paris,  France
- 1922-1925 : Racing Club de France,  France[8]

## Palmarès
- 18 sélections et 6 buts en équipe de France entre 1913 et 1923 (5 fois capitaine)
- Demi-finaliste des JO de 1920 (août, inscrivant un but en quart de finale)
- Vainqueur de la Coupe de France en 1920 avec le CA Paris
- Finaliste de la Coupe de France en 1918 avec le FC Lyon

## Distinction
- Chevalier de la Légion d'honneur en 1938[9].